# Memorial Marco Pantani
Il Memorial Marco Pantani è una corsa in linea maschile di ciclismo su strada, che ha luogo nella Provincia di Forlì-Cesena, in Italia, dedicata alla memoria di Marco Pantani. Fa parte del calendario dell'UCI Europe Tour dal 2006, classe 1.1.

## Storia
È una competizione internazionale dedicata alla memoria del popolare campione vincitore del Giro d'Italia e del Tour de France nel 1998, scomparso tragicamente il 14 febbraio 2004.
Nel 2004, qualche mese dopo la sua morte, in occasione del passaggio di una tappa del Giro d'Italia a Cesena, nacque l'idea di dar vita alla manifestazione, riservata ai ciclisti professionisti e pensata per celebrare il ricordo di quello che è stato un grande sportivo romagnolo. Coideatori dell'evento furono il presidente del Panathlon Cesena Dionigio Dionigi, il sindaco di Cesena Giordano Conti e l'imprenditore Pino Buda. Da sempre l'organizzatore dell'evento è il Panathlon Cesena, che si affida per la gestione tecnica della corsa al Gruppo Sportivo Emilia. Nel 2006 fu inserito nel calendario dell'UCI Europe Tour nella classe 1.2, mentre dal 2007 è di categoria 1.1.
Primo vincitore di questo evento sportivo è stato Damiano Cunego, fresco vincitore del Giro d'Italia qualche giorno prima.

## Percorso
Parte dalla città dove visse Pantani, Cesenatico, o da città romagnole limitrofe, per concludersi solitamente a Cesenatico, passando su alcune delle impegnative salite dove egli si allenava, quali il Muro di Sorrivoli, la Salita dei Gessi e l'ascesa della Madonna del Monte.

## Albo d'oro
Aggiornato all'edizione 2024.
| Anno | Vincitore               | Secondo                 | Terzo                   |
| ---- | ----------------------- | ----------------------- | ----------------------- |
| 2004 | Damiano Cunego          | Franco Pellizotti       | Luca Mazzanti           |
| 2005 | Gilberto Simoni         | Luca Mazzanti           | Emanuele Sella          |
| 2006 | Daniele Bennati         | Luca Mazzanti           | Ruslan Pidhornyj        |
| 2007 | Franco Pellizotti       | Luca Mazzanti           | Pasquale Muto           |
| 2008 | Enrico Rossi            | Damiano Cunego          | Ruslan Pidhornyj        |
| 2009 | Roberto Ferrari         | Giovanni Visconti       | Valerio Agnoli          |
| 2010 | Elia Viviani            | José Serpa              | Manuel Belletti         |
| 2011 | Fabio Taborre           | Davide Rebellin         | Daniel Martin           |
| 2012 | Fabio Felline           | Elia Viviani            | Giovanni Visconti       |
| 2013 | Sacha Modolo            | Enrico Rossi            | Andrea Piechele         |
| 2014 | Sonny Colbrelli         | Grega Bole              | Fabio Chinello          |
| 2015 | Diego Ulissi            | Giovanni Visconti       | Vincenzo Nibali         |
| 2016 | Francesco Gavazzi       | Matteo Busato           | Paolo Totò              |
| 2017 | Marco Zamparella        | Diego Ulissi            | Egan Bernal             |
| 2018 | Davide Ballerini        | David Gaudu             | Francesco Gavazzi       |
| 2019 | Aleksej Lucenko         | Diego Rosa              | Guillaume Martin        |
| 2020 | Fabio Felline           | Ethan Hayter            | Aljaksandr Rabušėnka    |
| 2021 | Sonny Colbrelli         | Vincenzo Albanese       | Alex Aranburu           |
| 2022 | cancellato per maltempo | cancellato per maltempo | cancellato per maltempo |
| 2023 | Aleksej Lucenko         | Marc Hirschi            | Pavel Sivakov           |
| 2024 | Marc Hirschi            | Lorenzo Milesi          | Vincenzo Albanese       |

## Statistiche

### Vittorie per nazione
| Pos. | Nazione    | Vittorie |
| ---- | ---------- | -------- |
| 1    | Italia     | 16       |
| 2    | Kazakistan | 2        |
| 3    | Svizzera   | 1        |